# R.L.Winston
R.L.Winston（アールエルウィンストン）は、アメリカのフライフィッシング用の釣り竿メーカーである。

## 概要
竹を用いたバンブーロッドからグラファイトまで手掛ける数少ないフライロッドメーカーのひとつである。バンブーロッドはPowell社と並び、中空構造(ホロー)の元祖と呼ばれている。また、グラスファイバーやグラファイトのロッドでもバンブーロッドで培った流れるアクションを継承し、グラスファイバーでは当時他社ではあまり存在しなかった低番手のモデルの開発、グラファイトでは、キャスティング性能に傾向し過ぎて硬くなりがちなロッドが多い中、適正距離で飛ばすこと、釣り味を大切にしたソフトな仕上がりにしたモデルを発売している。
ルー・ストナーやダグ・メリック、ゲーリー・ハウエルズ、トム・モーガン、グレン・ブラッケットなどの著名なロッドビルダーを生んでいる。
ブランクはかつてはGrizzly社やフィッシャー社が製造していたが、1994年より自社で製造している。

## 略歴
- 1929年、ロバート・ウィンザーとルー・ストナーがサンフランシスコのロッドメーカー「Western Rod Company」を買収。社名を「The Winther-Stoner Manufacturing Company」とするが、後に「R.L.Winston」に改名。
- 1933年、ロバート・ウィンザーが従業員だったウォルター・レッド・ロスコットに会社の所有権を売却。ルー・ストナーと共同オーナーとなる。また、フライキャスティングトーナメント用に中空構造(ホロー)のロッドを開発する。
- 1945年、ダグ・メリックが入社。
- 1953年、ダグ・メリックがオーナーになる。その後、グラスファイバーのロッドの生産を開始する。
- 1957年、ルー・ストナーが死去したため単独オーナーとなる。
- 1967年、インターナショナル・ファリオクラブのプレジデントであるシャルル・リッツからバンブーロッドの製作技術や知識を評価されメダルを授与される。
- 1973年、トムモーガンがオーナーになる。
- 1974年、グレン・ブラケットが入社。
- 1975年、グラファイトロッドの生産を開始。低番手のグラスファイバーロッドのStalkerを発売。
- 1976年、グレン・ブラケットが共同でオーナーとなる。また、本社をサンフランシスコからモンタナ州ツインブリッジズへ移転する。
- 1987年、IM6素材を用いたIM6(現:WT)シリーズを発売。
- 1991年、デビッド・オンダージェが買収。トム・モーガンが退社。トム・モーガンは後にトム・モーガンロッドスミスをた立ち上げる。
- 1993年、イナガキが日本の総代理店になる。
- 1994年、自社でグラファイトロッドの製造を開始。
- 1995年、新工場を設立。
- 1996年、5ピースロッドのLT5シリーズを発売。
- 1998年、ボロン素材を用いたBL5を発売。
- 2002年、T's(津田商会)が日本の総代理店になる。DL4発売。
- 2004年、Boron IIx発売。
- 2006年、会社との方向性の違いからグレン・ブラケット率いるバンブーチームが退社。グレン・ブラケットは後にスウィートグラスを設立。
- 2007年、Boron IIt発売。
- 2009年、T's(津田商会)が総代理店を終了し、直販に移行。
- 2011年、Boron IIIx発売。
- 2014年、BoronIII LS発売。
- 2017年4月、C&F DESIGN が日本総代理店となる。

## ラインナップ

### 現行機種

#### ボロン(ハイパフォーマンス)シリーズ
Boron IIIx
2011年に発売されたBoron IIxの後継機種。ファストアクションのロッドで、先代のBIIxより高弾性のボロンを使用し、BIIxより軽量かつシャープなアクションになった。
Boron III-SX
2013年に発売されたBoron II-MXの後継機種。Sはsuper fast-actionを意味する。
Boron III LS
2014年に発売予定のBoron IItの後継モデル。LSはLight Line Seriesの略である。
Boron III TH
2014年発売予定のBoronIIx Two-HandedとBoronIIMx Two-Handedお後継モデル。THはTwo Handの略。

#### グラファイト(プレミアム)シリーズ
GVX Select
2013年に発売された、ファストアクションのグラファイトモデル。GVXの後継モデルでGVXからリールシートとグリップを変更し、グリップはBoron IIIxの物が採用されていた。
LT 5-Piece Trout
1996年に発売した、LTグラファイト(42 million modulus)を用いた5ピースのミディアムファストアクションモデル。
WT Trout
1987年に発売されたIM6シリーズという名前で発売されて以来継続されえて発売されているロングセラーモデル。2001年に現在の名前であるWTシリーズになる。また、WTはWinston Traditionalを意味する。

#### グラファイトシリーズ
コストパフォーマンス重視のモデルでこのシリーズは唯一中国製である。
VSL
2011年に発売されたVaporの後継モデル。VERY SMOOTH AND LIGHTの略でファストアクションの廉価版ロッド。
Passport
2011年に発売されたAscentの後継モデル。
VSL 2-Hand

#### バンブーシリーズ
- Bamboo

### 廃盤機種
- LT 3-piece(旧LT Salmon/Steelhead)
LTグラファイトを用いたサーモン・スティールヘッド用のロッド。1999年廃盤。
- LT Spey
LTグラファイトを用いたスペイ用ロッド。
- XDLT
LTグラファイトを用いたソルトウォーター用ロッド。1998年廃盤。
- BL5
1998年に発売した、Winston初のボロン素材を用いたロッドである。ソルトウォーター用にラインナップされている。ファストアクションに仕上げられている。
- XTR
1999年に発売したボロン素材を用いたソルトウォーター用ロッド。モデル名のXTRはextremeからきている。
- LTX
2001年に発売したLTグラファイトを用いたファストアクションの3ピースロッド。2003年廃盤。
- DL4
2002年に発売したボロンをコンポジットしたミディアムアクションのロッド。DLはデリケートライトの略で、WT TMFのアクションをベースにバリエーションを増やしたモデル。ボロン素材を用いて4ピースにもかかわらずWT TMFより軽量化したモデル。
- RETRO
2002年発売。1972年に発売したグラスロッドの復刻版。しかし当時のモデルとは別物である。
- Boron IIx
2004年に発売した、ボロンコンポジットロッドの第2世代。
- Boron II-MX
XTRの後継モデルで、Winstonロッドの中で最も硬くパワーがありファストアクションなシリーズ。MはMaximumのことで、Maximum Power,Distance,Fish-Fighting Capabilitiesを意味する。
- Boron IIt
2007年に発売した、Boron IIのトラウト用モデル。tはTraditional Actionを意味し、Boron2を基にWinston伝統のスムーズで繊細なミディアムアクションを目指したモデルとなっている。
- Boron II-MX 2-Hand
- Boron IIx 2-Hand
- IBIS
2003年に発売した廉価版のロッド。
- Vapor

2006年発売のIBISの後継モデル。
- Ascent

2006年発売のVaporの下位グレードモデル。
- GVX
2011年に発売された、ファストアクションのグラファイトモデル。Boron IIxのテーパーデザインをオールグラファイト素材で再現した廉価版である。GVXのGは100%グラファイトを、VはVersatileを、XはFast Actionを意味している。
- BAMBOO
  - LEETLE FELLERS
  - LIGHT TROUT
  - TROUT
  - STEELHEAD & ATLANTIC SALMON
- FIBER GLASS ROD(Grizzly製)
- FIBER GLASS ROD(フィッシャー製)
  - ULTRA LIGHT TROUT
  - Stalker
  - LIGHT TROUT
  - TROUT
  - STEELHEAD & SALMON
  - SALTWATER
- GRAPHITE